# Gartenpavillon Pestalozzistraße 5 (Radebeul)
Der Gartenpavillon Pestalozzistraße 5 in der sächsischen Stadt Radebeul steht als Einzeldenkmal unter Denkmalschutz.

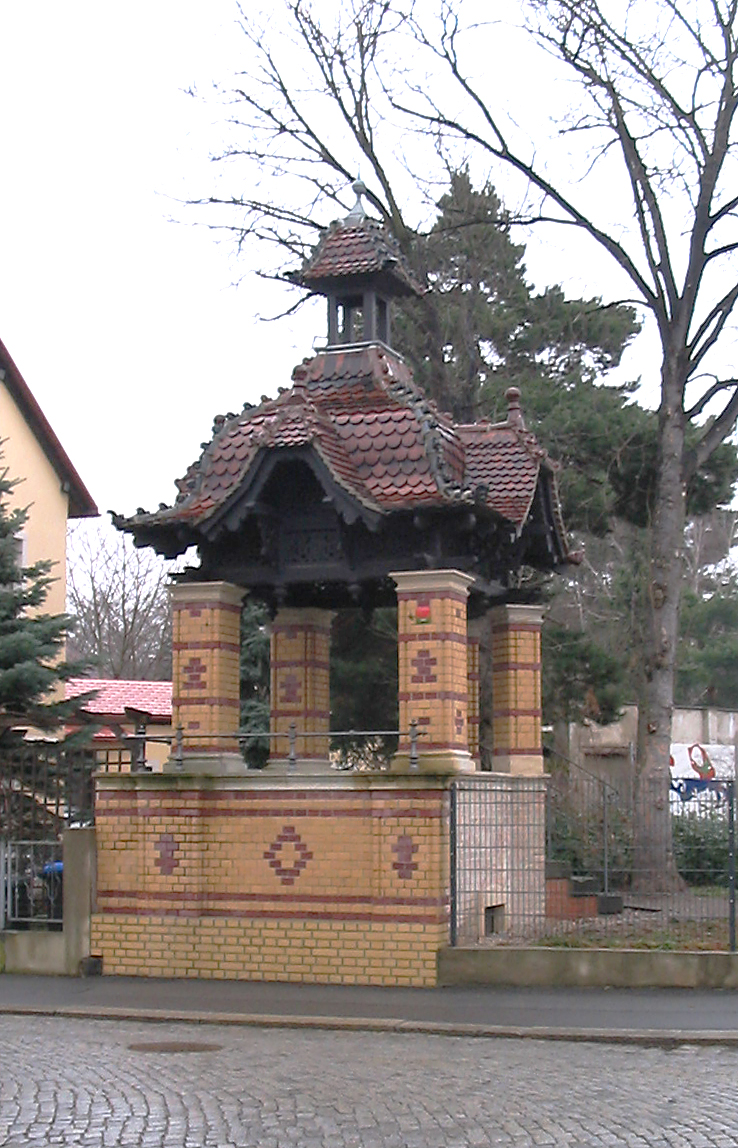
Pavillon Pestalozzistraße 5

Der Gartenpavillon ist ein aufwändiger, viereckiger Materialmusterbau eines damaligen Kötzschenbrodaer Dachdeckergeschäfts genau gegenüber dem ehemaligen Gemeindeamt der Nachbargemeinde Radebeul. Er steht auf der linken Ecke des Grundstücks der Pestalozzischule.
Über quadratischem Sockel mit Unterkellerung stehen Umfassungsmäuerchen, darüber vier gemauerte Pfeiler, auf diesen Sparrenwerk mit Brettschnitzerei und ein geschweiftes Dach mit Krüppelwalmgiebeln und Laterne. Der Musterbau erfolgte unter Verwendung unterschiedlichster Formsteine und Dachpfannen.
Die aufwändige Sanierung des „baugeschichtlich und künstlerisch bedeutend[en] sowie singulär[en]“ Pavillons wurde im Jahr 2006 mit dem Radebeuler Bauherrenpreis gewürdigt.

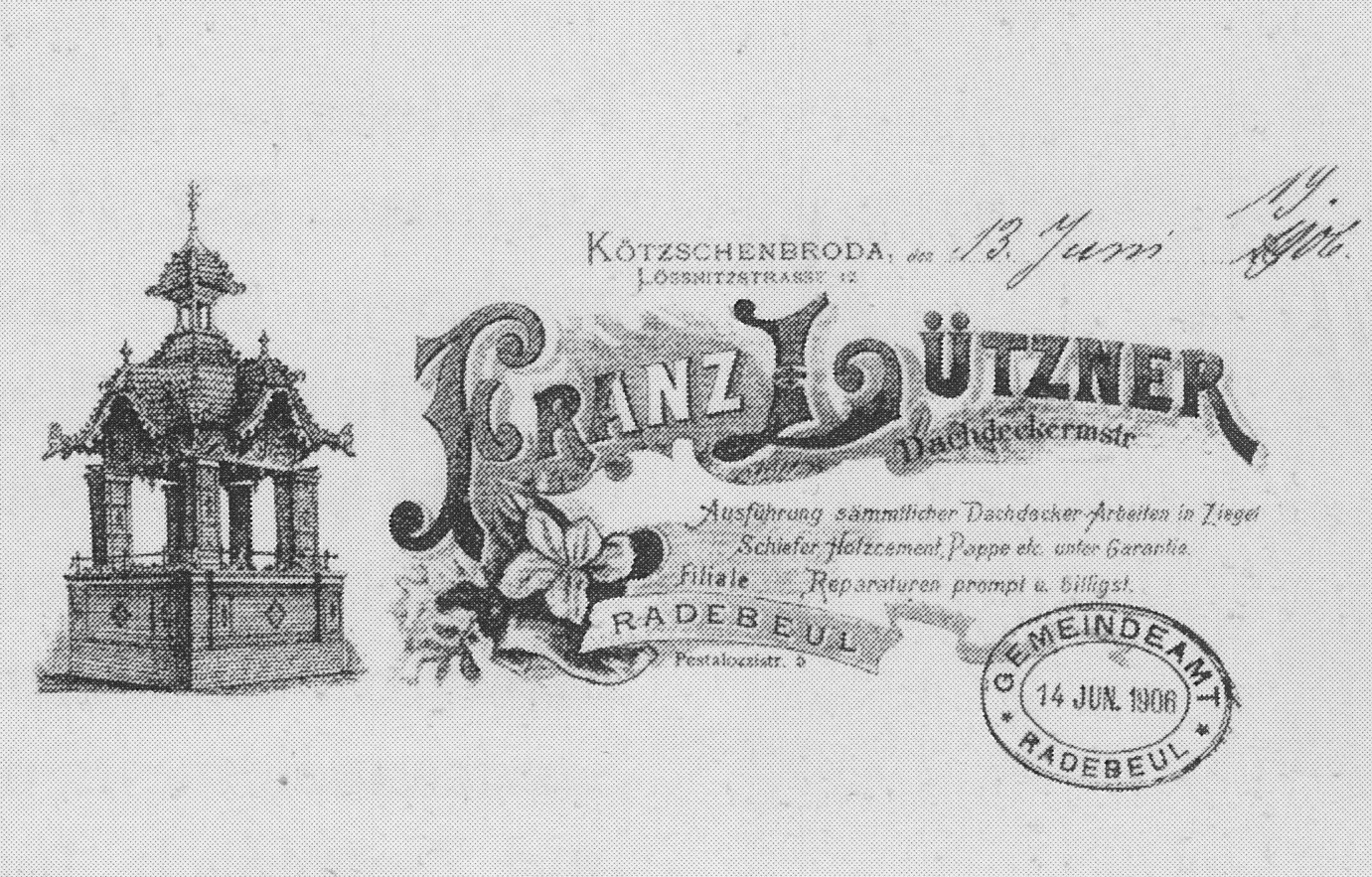
Briefkopf 1906
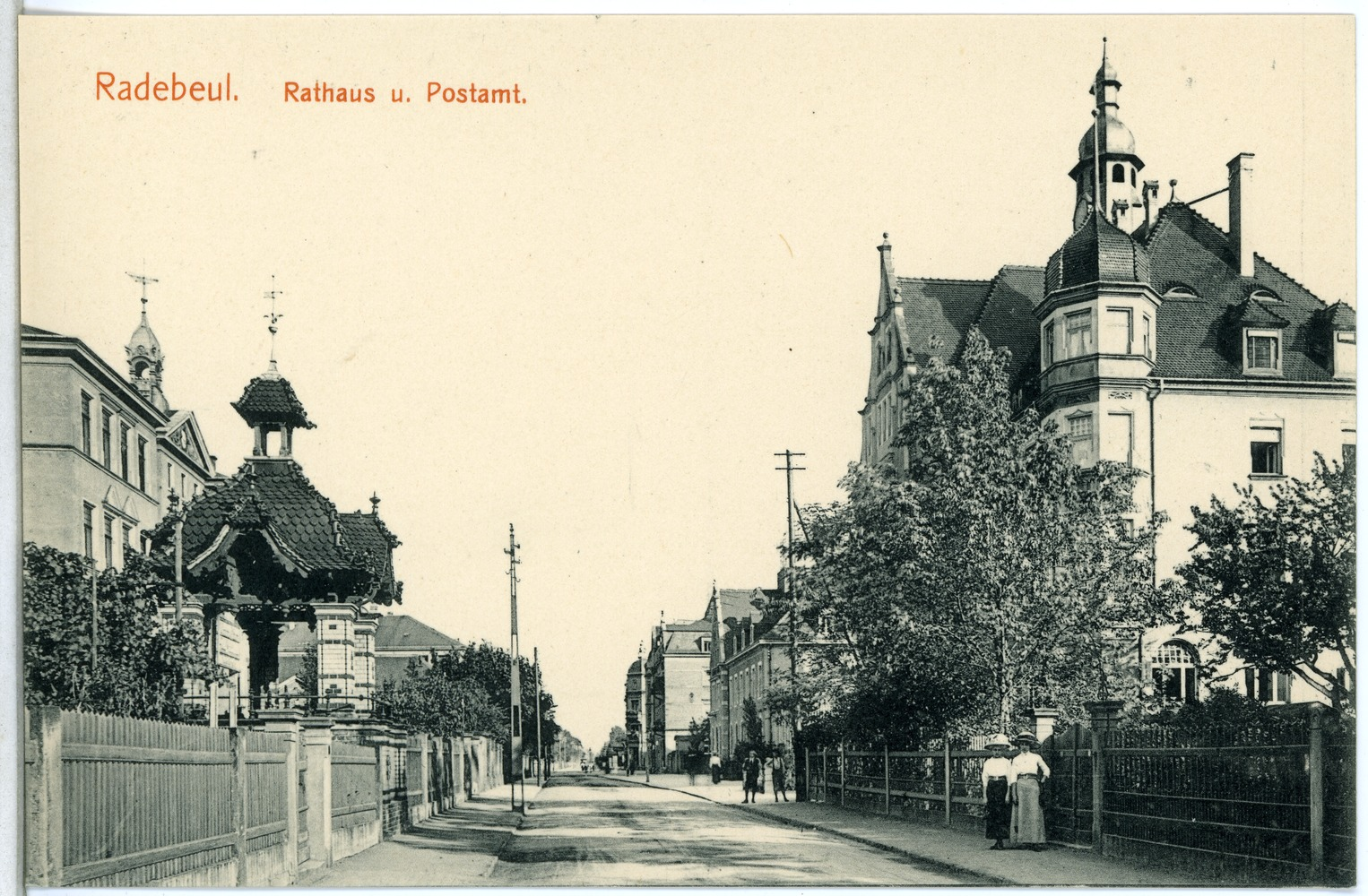
Postkarte 1912: Links Schule, rechts Rathaus und kaiserliche Post